# Seguidores de Set
Los "Seguidores de Set" son un clan ficticio del juego de rol Vampiro: la mascarada
Este clan es uno de los más despreciados, ya que sus objetivos son indeseables para todos los demás, y sus métodos son la corrupción y la tentación.
Es uno de los clanes más extendidos, ya que, aunque todos los desprecian, pocos reparan en ellos y muchos hacen tratos con ellos a cambio de poder, sin darse cuenta de que finalmente el setita (como se les suele decir) les cobrará el favor y probablemente salgan perdiendo, aún sin darse cuenta.
Su objetivo como clan es preparar el mundo para la resurrección de Set, su fundador y dios del antiguo Egipto, que se encuentra en letargo, esperando el Gehena, cuando podrá vengarse finalmente de los antediluvianos. Todos los setitas apoyan este objetivo, menos las Serpientes de la Luz, una línea de sangre que se separó de los setitas y se unió al Sabbat.
La historia de Set comienza cuando sus padres Geb y Nut son asesinados por Ra, entonces rey de Egipto y padre de Geb y Nut. Su hermano Osiris, padre de Horus, permaneció con Ra, mientras Set se opuso a él y por eso fue expulsado de Egipto.
Volvió cuando Osiris era rey de Egipto, y pidió compartir el reino, pues era suyo por derecho, pero se le negó y fue nuevamente exiliado. En su viaje por Asiria fue abrazado por un miembro de la 2.ª generación. Luego conoció a sus hermanos, pero le parecieron seres oscuros y traicioneros y se mantuvo alejado.
Durante sus viajes se enteró de que los vástagos de 3ª generación habían destruido a sus sires, y juró vengarse, y algunos creen que en este momento comenzó la Yihad.
Para lograr esto necesitaba aliados poderosos, y volvió a Egipto. Allí encontró que su hermano Osiris también había sido abrazado, y combatieron. Set ganó y destruyó a Osiris y sus hijos, Anubis y Horus. Pero la esposa de Osiris, Isis, lo revivió, y convirtió a Horus en la primera momia (ver Momia: La Resurrección).
A ésta le siguieron varias peleas más, pero Set siempre fue vencedor. Su poder en Egipto creció y controló a los faraones. Pero Horus condujo a los ejércitos de Libia contra Egipto, y alcanzó la victoria. De nuevo exiliado, decidió que usaría las armas de sus enemigos contra ellos, el engaño y la corrupción.
En este momento abrazó a los primeros seguidores, e hizo que Nubia y Siria invadieran Egipto, para recuperar el control. Luego de esto, distrajo la atención de Roma hacia Cartago, pero finalmente Egipto también cayó. Para solucionar esto, causó la corrupción y caída de Roma.
Luego de esto, Set entró en un letargo en el que aún se encuentra, pero los seguidores han tenido bastante éxito en controlar vástagos y clanes enteros para su conveniencia.
Aún hoy, el clan sigue su legado, controlando a muchos vástagos y mortales, esclavizándolos por medio de favores, deudas y la adicción. Controlan una gran parte de las organizaciones criminales, y es uno de los clanes más extendidos, en número, poder y territorio.

## Enlaces
- Las Crónicas de los Seguidores de Set

- Datos: Q8145969